# Луза (приток Кожвы)
Луза (устар. Луза-ю) — река в России, течёт по территории района Печора Республики Коми. Устье реки находится в 96 км по левому берегу Кожвы. Длина реки составляет 91 км, площадь водосборного бассейна — 1090 км².

## Данные водного реестра
По данным государственного водного реестра России относится к Двинско-Печорскому бассейновому округу, водохозяйственный участок реки — Печора от водомерного поста у посёлка Шердино до впадения реки Уса, речной подбассейн реки — бассейны притоков Печоры до впадения Усы. Речной бассейн реки — Печора.
Код объекта в государственном водном реестре — 03050100212103000063924.